# Alfafar
Alfafar é um município da Espanha na província de Valência, Comunidade Valenciana. Tem 10,1 km² de área e em 2021 tinha 21 415 habitantes (densidade: 2 120,3 hab./km²).

## Demografia
| Variação demográfica do município entre 1991 e 2004 | Variação demográfica do município entre 1991 e 2004 | Variação demográfica do município entre 1991 e 2004 | Variação demográfica do município entre 1991 e 2004 |
| --------------------------------------------------- | --------------------------------------------------- | --------------------------------------------------- | --------------------------------------------------- |
| 1991                                                | 1996                                                | 2001                                                | 2004                                                |
| 20151                                               | 20302                                               | 18622                                               | 19655                                               |